# 필로노마과
팔로노마과(Phyllonomaceae)는 속씨식물과의 하나로, 필로노마속(Phyllonoma)에 4종의 나무와 관목을 구성되어 있다. 중앙아메리카(페루에서 멕시코까지)에 자생한다.
이들은 꽃 구조에 의해 구별된다.(헬윙기아과처럼, 착생하는 꽃차례를 지닌다.)
2003년의 APG II 분류 체계는 감탕나무과와 헬윙기아과와 함께 감탕나무목으로 분류했다. 1981년의 크론퀴스트 분류 체계에서 이 과는 본재하지 않는다. 당시 필로노마속은 까치밥나무과에 포함되었다.